# Cordylus machadoi
Espèce
Synonymes
- Cordylus vittifer machadoi Laurent, 1964

Statut CITES
Cordylus machadoi est une espèce de sauriens de la famille des Cordylidae.

## Répartition
Cette espèce se rencontre dans le nord de la Namibie et dans le sud de l'Angola.

## Publication originale
- Laurent, 1964 : Reptiles et batraciens de l'Angola (troisième note). Companhia de Diamantes de Angola (Diamang), Serviços Culturais, Museu do Dundo (Angola), vol. 67, p. 1-165.